# كاتسواكي ماتسوموتو
كاتسواكي ماتسوموتو (باليابانية: 松本勝明؛ بالكانا: まつもと かつあき) هو متسابق دراجات هوائية ياباني، ولد في 5 مارس 1928.